# Портрет Ермолая Ермолаевича Гампера
«Портрет Ермолая Ермолаевича Гампера» — картина Джорджа Доу и его мастерской из Военной галереи Зимнего дворца.
Картина представляет собой погрудный портрет генерал-майора Ермолая Ермолаевича Гампера из состава Военной галереи Зимнего дворца.
С начала Отечественной войны 1812 года генерал-майор Гампер был шефом Смоленского драгунского полка и находился в рядах Дунайской армии адмирала П. В. Чичагова. В Заграничном походе 1813 года возглавлял кавалерию корпуса М. Л. Булатова, затем командовал 4-й драгунской дивизией в корпусе Э. Ф. Сен-При; в конце 1813 года был назначен членом полевого генерал-аудиториата и более в военных действиях против Наполеона участия не принимал.
Изображён в генеральском мундире, введённом для кавалерийских генералов 6 апреля 1814 года. Справа на груди крест ордена Св. Георгия 4-го класса, золотой крест за взятие Очакова, серебряная медаль «В память Отечественной войны 1812 года» на Андреевской ленте и бронзовая дворянская медаль «В память Отечественной войны 1812 года» на Владимирской ленте. С тыльной стороны картины надпись: Hamper. Подпись на раме: Е. Е. Гамперъ, Генералъ Маiоръ. Награды изображены с ошибками и пропусками: вместо креста за Очаков должен находиться золотой крест «За взятие Праги», бронзовую дворянскую медаль в память Отечественной войны Гампер из-за ранней смерти в 1814 году получить не успел, не показаны звезда ордена Св. Анны 1-й степени (награждён в 1810 году) и звезда и шейный крест ордена Св. Владимира 2-й степени (награждён в 1812 году).
7 августа 1820 года Комитетом Главного штаба по аттестации Гампер был включён в список «генералов, заслуживающих быть написанными в галерею» и 25 июля 1822 года император Александр I приказал написать его портрет. Гонорар Доу был выплачен 16 октября 1826 года и 15 января 1828 года. Готовый портрет был принят в Эрмитаж 21 января 1828 года. Предшествующая сдача готовых портретов в Эрмитаж произошла 8 июля 1827 года, соответственно портрет Гампера был написан между этими датами. Поскольку Гампер скончался в 1814 году, то существовал портрет-прототип, на котором основывался Доу при написании галерейного портрета; этот прототип современным исследователям неизвестен.